# Polycentropus moselyi
Polycentropus moselyi är en nattsländeart som beskrevs av Douglas E. Kimmins 1962. Polycentropus moselyi ingår i släktet Polycentropus och familjen fångstnätnattsländor. Inga underarter finns listade i Catalogue of Life.